# 杉岡沙絵子
杉岡 沙絵子（すぎおか さえこ、1990年11月10日 - ）は、日本のフリーアナウンサー。元静岡第一テレビアナウンサー。広島県廿日市市出身。

## 人物
広島県立廿日市高等学校、広島女学院大学生活科学部管理栄養学科卒業。
小学校1年から大学までバドミントン選手としてプレー経験があり、高校1年次の広島県高等学校新人戦大会では女子シングルスで3位に入賞したこともあるという。
2009年の広島女学院大学入学直後にMAZDA Zoom-Zoom スタジアム広島（2代目広島市民球場）が開場した際に、地元のプロ野球球団である広島東洋カープが初代ホームランガールの募集に当選して1年間務めたり、大学3年次の2011年第35回広島フラワーフェスティバル・フラワークイーンに選出されるなど活動派ぶりも見せている。
また大学時代には広島ローカルのモデル事務所・エイトプロジェクト所属のタレントとしての活動歴もあり、2011年8月から2012年3月まで『ZIP!』（日本テレビ放送網系列）の広島テレビローカルパートの「ひろしまお天気美人」の初代キャスターとして出演している。
杉岡は大学卒業後の進路として管理栄養士の職に就きたいと思っていたが、前述の「ひろしまお天気美人」への出演をきっかけにアナウンサーを志し、放送局20社にエントリーしての就職活動の末に静岡第一テレビに合格し、2013年に入社した。尚、大学卒業直後に管理栄養士国家試験に合格しており、資格を保持している。
静岡第一テレビ入社後に司会者として出演していた『D-sports SHIZUOKA』では、かつてのバドミントン選手の経歴を活かして自らあらゆるスポーツに挑戦するリポートコーナー、または番組と連動する同名の雑誌『D-sports SHIZUOKA』で管理栄養士の資格を活かし、スポーツ選手用の食事メニューを考案する「杉岡アナのアスリート勝負メシ!」の連載を担当していた。
2018年2月7日、約2年半の交際を経てラグビートップリーグヤマハ発動機ジュビロ（現・ジャパンラグビーリーグワン・静岡ブルーレヴズ）に所属する三村勇飛丸と同年4月に結婚することを発表。杉岡は同年3月で静岡第一テレビを退社しフリーアナウンサーに転身。

## 過去の担当（出演）番組

### 学生時代
- 『ZIP!』（広島ローカルパート）「ひろしまお天気美人」

### 静岡第一テレビ時代
- 『マルシェア』 - 月曜アシスタント
- 『○ごと』 - リポーター
- 『D-Sports SHIZUOKA』 - 番組MC
- 『ごちそうカントリー』 - リポーター
- 『FRONT ZERO』
- 『スッキリ』（日本テレビ）
- 『全国好きな嫌いなアナウンサー大賞』（日本テレビ）
- 『今夜くらべてみました』（日本テレビ）

### フリー転身後
- 『モーニングラジラ』（K-MIX）
- 『月刊ジュビロTV』（スカパー！）
- 『カープ道』教えて!!カープ女子の皆さん、今シーズンの楽しみ方（2019年2月20日・27日、広島ホームテレビ）
- 『K-MIX GOOD-TIE!』（K-MIX）